# 石灰岩猪笼草
石灰岩猪笼草（学名：Nepenthes calcicola）是一种生长在巴布亚新几内亚北部海湾省的热带猪笼草。该物种与新几内亚猪笼草拥有着紧密的关系，该物种与新几内亚猪笼草的区别在于其茎生长在凋落物下方，叶片末端形成直立的捕虫瓶，有时瓶子会被凋落物覆盖一半；茎要短得多；雌花序的花梗长度为160-190毫米，直径为3-4毫米；花被片呈倒卵形至宽卵形；相反，新几内亚猪笼草的茎生长在凋落物上方，雌花序的花梗要短得多，长度仅为120-150毫米，直径为2-2.5毫米，而且花被片呈圆形至椭圆形。该物种生长在石灰岩雨林喀斯特地貌地区的封闭森林中，根据IUCN标准被评估为易危物种。

## 分布
石灰岩猪笼草目前仅发现于巴布新几内亚普拉里河附近的石灰岩雨林。

## 生态关系
该物种生长在海拔 250-270 米的封闭低地雨林中的石灰岩喀斯特地貌边缘。与石灰岩猪笼草伴生的植物主要有：番龙眼 (Pometia pinnata)和蒲桃属植物(Syzygium sp.)。已记录的优势树属包括米仔兰属、榕属、肉豆蔻属、蒲桃属和榄仁属。目前还没有发现与石灰岩猪笼草同域分布的其他猪笼草属物种。该物种生长的基质是富含腐殖质的粘壤土，深度有相当大的变化。落叶层也很发达，深度可达20厘米。

### 瓶内生物
石灰岩猪笼草的捕虫笼内已被观察到有多种被捕获的无脊椎动物，其中包括蚂蚁、蟑螂、蜗牛、蛞蝓以及螽斯等。

## 保护等级
该物种仅在相距1公里的两个种群中发现，个体总数不到1000。根据IUCN标准，该物种被评定为易危物种。